# Душан Поповић (новинар)
Душан Поповић (Нови Сад, 1. новембар 1921 — Нови Сад, 31. август 2014), новинар и публициста, учесник Народноослободилачке борбе, друштвено-политички радник СР Србије и СФРЈ и дипломата.

## Биографија
Рођен је 1. новембра 1921. године у Новом Саду. Потиче из угледне новосадске породице. Његов отац Давид Дака Поповић је био министар аграрне реформе и први бан Дунавске бановине, а стриц прота Алимпије Поповић је био први председник Народноослободилачког одбора Новог Сада, након ослобођења од 1944. до 1949. године. 
Током окупације Војводине прикључио се Народноослободилачком покрету (НОП) и 1942. године је отишао у партизане. Члан Комунистичке партије Југославије (КПЈ) постао је 1944. године. Нако завршетка рата 1945. године је ушао у новинарство осивајући дописништво ТАНЈУГ-а за Војводину, чији је био директор. Потом је почео да пише за партијски лист „Борба” и био његов уредник и дописник из Рима, а од 1951. године и дописник из Лондона. 
Године 1953. се вратио у Југославију и постао директор Српског народног позоришта у Новом Саду. Потом је био секретар Комисије за културне везе са иностранством при Савезном извршном већу (СИВ), генерални директор Радио-телевизије Београд и председник Управног одбора Југословенске радио-телевизије (1959), а годину дана касније постаје и председник Савеза новинара Југославије. 
Био је амбасадор ФНРЈ у Шведској, руководилац Комисије Централног комитета СК Југославије за делатност Савеза комуниста у области културе и председник Културно-просветног већа Скупштине САП Војводине. Био је један од иницијатора оснивања Радио-телевизије Нови Сад, Војвођанске академије наука и уметности и формирања редакције Енциклопедије Војводине, у којој је био и главни уредник. 
За члана Централног комитета Савеза комуниста Србије био је биран на Четвртом конгресу СКС. Након „антибирократске револуције” у Војводини 1988. године, када је смењен са функције члана Покрајинског комитета Савеза комуниста Војводине, напустио је Савез комуниста и повукао се из политичког и јавног живота. 
Умро је 31. августа 2014. године у Новом Саду, где је и сахрањен.

## Дела
Аутор је обимног тротомног дела Летопис о Влаовићима у коме је кроз причу о судбини три значајне војвођанске породице: Поповић, Петровић и Каћански, описао не само политичку судбину Војводине током 20. века, него и врло отворени и оштро изнео своје оцене о многим историјсиким личностима и водећим политичарима овог доба.